# Cefonicida
La cefonicida es un antibiótico de cefalosporina.
El compuesto se caracteriza por una fórmula de estructura que contiene una cadena lateral de metiltiotetrazol, en la posición 3 del núcleo cefalosporinico. La conformación es similar a la del cefamandol del cual el difiere en la presencia en la cadena lateral de un grupo metilsulfónico en lugar de un grupo metilo. 1,08 gramos de cefonicoides sódico equivale a 1 gramo de cefonide. Cada gramo de sustancia contiene aproximadamente 3,4 mmol de sodio.

## Síntesis
Cefonicida se sintetiza convenientemente por el desplazamiento nucleófilo de la mitad 3-acetoxy de 1 con el tiole de tetrazol debidamente sustituido 2. La cadena lateral C-7 de ácido mandélico recuerda a cefamandol.